# Giorgio Morigi
Giorgio Morigi, conosciuto anche come Giorgio Morici (Forlì, 17 marzo 1889 – 1972), è stato un militare italiano.

## Biografia

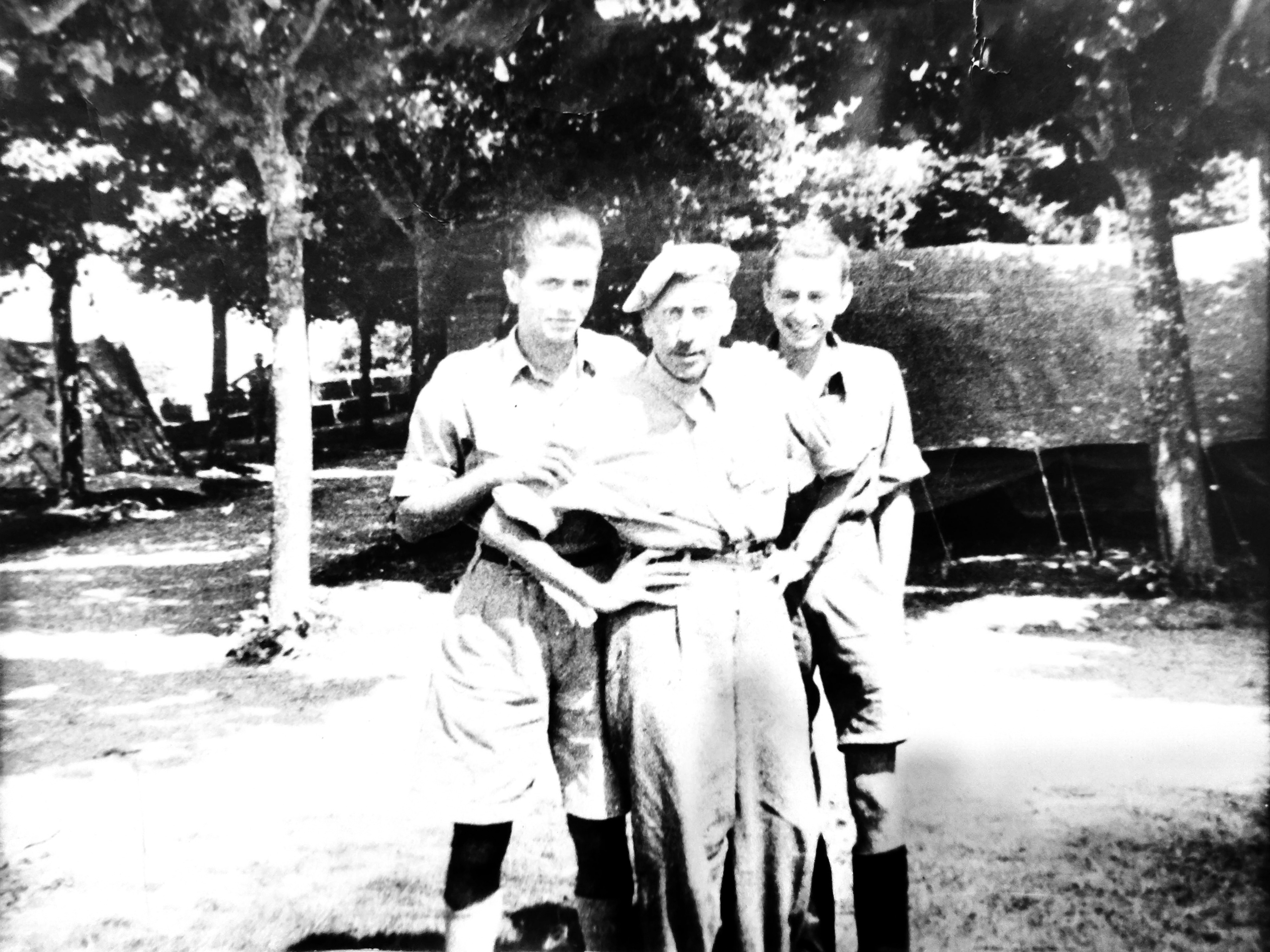
Il Gen. Giorgio Morigi, comandante della Divisione, con Ugo Morigi (sinistra) e Giulio Morigi (destra) sul campo allestito al Colle Ascarano di San Ginesio

Figlio di Giuseppe e di Giulia Zoli nacque a Forlì nel 1889. Impegnato nella prima guerra mondiale sul fronte italiano, dove partecipò all'undicesima battaglia dell'Isonzo, e insieme alle truppe ausiliarie in Francia al fianco della IV Armata francese, nella zona della Lorena e di Champagne come pilota della Regia Aeronautica, durante un'operazione a Joinville precipitò con l'aeroplano procurandosi delle ferite. Lo ritroviamo nel Montenegro impegnato col Distaccamento A.R. durante i bombardamenti effettuati a Bocche di Cattaro, durante l'Impresa di Cattaro. Nella seconda guerra mondiale lo troviamo dispiegato in alcune operazioni militari condotte in Africa orientale, durante la guerra d'Etiopia, dove venne impiegato nel Goggiam nel 1938, per poi partecipare alla campagna di Grecia nel 1940. Promosso a colonnello nel 1939 e a generale di brigata il 1° luglio 1943, dopo l'armistizio del Regno d'Italia dell'8 settembre seguente e il conseguente sbaraglio delle truppe della 184ª Divisione paracadutisti "Nembo" durato circa otto mesi, venne posto al comando della Divisione sostituendosi al generale Ercole Ronco ed ebbe il compito di riorganizzare le truppe della Nembo. Il 20 giugno 1944 giunse con la Divisione a San Ginesio dopo che i partigiani del gruppo locale, il Gruppo Vera, liberarono il Comune e il Comitato di Liberazione Nazionale assunse il ruolo dell'amministrazione comunale. Lì, al parco "Colle Ascarano", pose il campo base per gestire le operazioni di liberazione nelle città vicine, tra cui Tolentino (sera del 20 giugno), Sarnano e Macerata (21 giugno), Villa Potenza (1 luglio) e Filottrano (9 luglio).
Durante la battaglia di Filottrano si trovò a combattere con la 184ª Nembo al fianco delle divisioni militari polacche del 183º e 184º reparto guastatori del 2º Corpo polacco. Iniziati i primi scontri il 2 luglio, il 6 luglio schierò le truppe nel tentativo di dare il colpo finale ai tedeschi e suggerì al generale Umberto Utili di non attaccare frontalmente, ma sul fianco. Nella mattinata dell'8 luglio si diede il via all’attacco, che vide la fine il giorno seguente con la liberazione della città. La riorganizzazione del piano di attacco evitò un bombardamento della città da parte delle truppe Alleate.
Dopo lo scioglimento del Corpo Italiano di Liberazione, nel settembre del 1944 entrò nel Gruppo di Combattimento "Folgore", nato dall'unione del 183º Reggimento paracadutisti "Nembo" con il Reggimento Marina "San Marco" e con il Reggimento di artiglieria "Folgore". Con il nuovo gruppo partecipò all'Operazione Herring, insieme allo Squadrone "F". Il 5 giugno 1953 si sostituì ufficialmente al generale Paul W. Kendall dell'88ª Divisione di fanteria come comandante del Gruppo Folgore.